# Henry Welfare
Henry Welfare (Liverpool, 20 de agosto de 1888 – Angra dos Reis, 1 de setembro de 1966) foi um futebolista, treinador e também um professor britânico, naturalizado brasileiro e conhecido como "Harry" Welfare.
Welfare é o treinador que por mais tempo esteve à frente do Vasco da Gama, permanecendo no cargo durante 4391 dias, o equivalente a mais de 12 anos, em três passagens entre 1926 e 1943, e o segundo em número de jogos, com 433 partidas.
Além disso, também é o sexto maior artilheiro da história do Fluminense com 161 gols marcados, sendo considerado um dos maiores ídolos de ambos rivais cariocas.

## Carreira

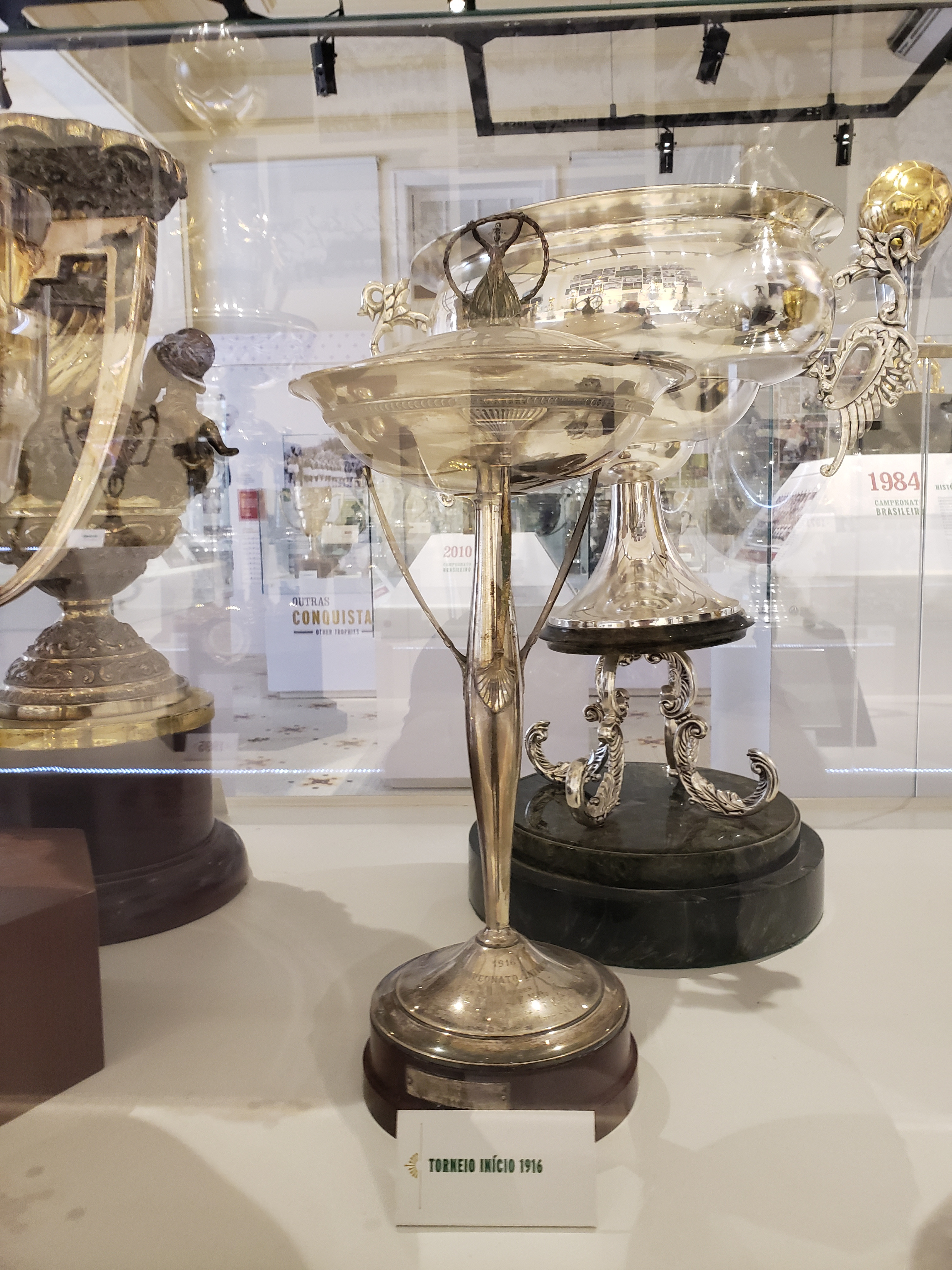
Taça do Torneio Início de 1916.

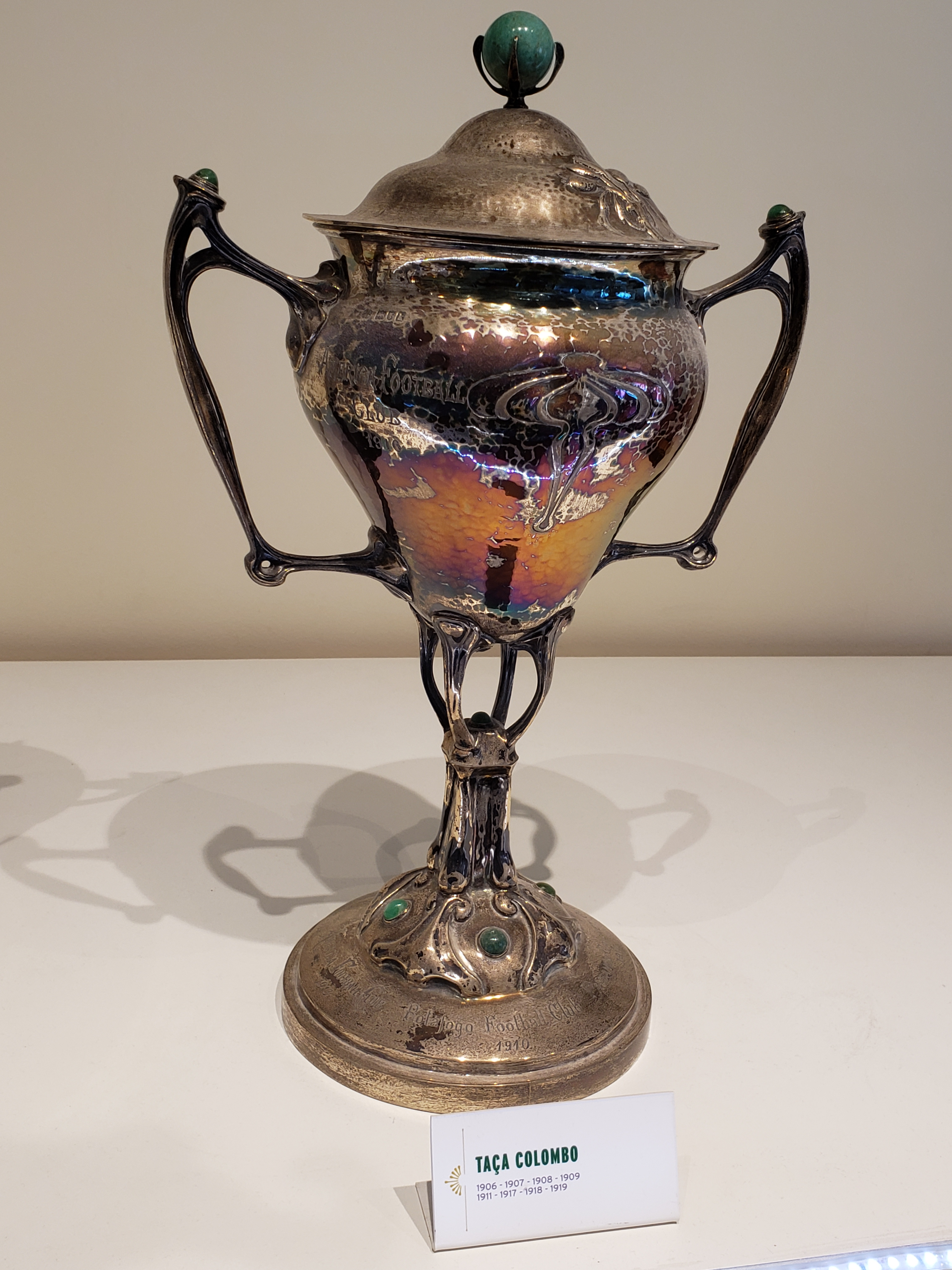
Taça Colombo, a primeira oficial do Campeonato Carioca.

Henry Welfare chegou ao Rio de Janeiro em 9 de agosto de 1913 para lecionar Geografia e Matemática no Gymnasio Anglo-Americano. Logo foi levado para o Fluminense, onde fez testes e foi aprovado. Inicialmente treinou como centroavante no segundo time, agradando a equipe técnica, e após um novo treino no primeiro time, foi promovido. Em 1914, foi revelado que Welfare havia jogado num time profissional da primeira divisão inglesa, mas ainda assim, Welfare era considerado amador.
Em 1915, ele jogou algumas partidas, mas devido ao seu emprego no Gymnasio Anglo-Brasileiro, teve de se afastar do clube. No final de 1915 e início de 1916, Welfare jogou algumas partidas pelo Flamengo numa excursão ao Norte do Brasil, como convidado especial, algo comum na época. Ele também defendeu a Seleção Carioca de Futebol.
Retornou ao Fluminense em 1916 após trocar de emprego, mas ficou afastado dos jogos por conta de uma contusão no joelho. Ele voltou aos gramados em 1917 e foi um dos destaques do tricampeonato tricolor. Defendeu o Fluminense até 1924 e foi nomeado "Sócio Benemérito" em 1920, título que lhe deu o direito de ser membro perpétuo do Conselho Deliberativo do clube tricolor.
Morador do bairro da Gávea, Welfare se deslocava de bonde ou a pé por mais de uma hora para treinar e jogar no Fluminense, sendo um símbolo da época do amadorismo. Ele demonstrava imensa paixão pelo esporte e pelo clube, representando bem as primeiras décadas do Fluminense.
Em 2006, mais de oitenta anos após abandonar os gramados como jogador, Welfare ainda era o maior artilheiro do confronto entre Fluminense e Botafogo, o Clássico Vovô, com 23 gols, à frente de Waldo (Fluminense) e Heleno de Freitas (Botafogo), ambos com 21.

## O "Tanque" Tricolor
Welfare teve um impacto significativo no futebol carioca durante o período do amadorismo. Ele era conhecido por seu jogo inteligente, impetuoso e objetivo.
Suas principais características eram o "rush" que desestabilizava as defesas adversárias e seu chute forte com ambos os pés. Além disso, ele possuía um excelente drible baseado no jogo de corpo e no controle de bola. Foi pioneiro na "tabelinha", orientando seus companheiros a passar a bola e correr para recebê-la de volta. Essa jogada foi aperfeiçoada por jogadores posteriores.
Conhecido como "Tanque inglês" por seu físico avantajado, Welfare tinha 1,90 m de altura, o que era significativo para a época. Mário Filho escreveu que "com Welfare o Fluminense usava uma metralhadora, enquanto seus adversários lutavam de espada".

## Campeão no basquete

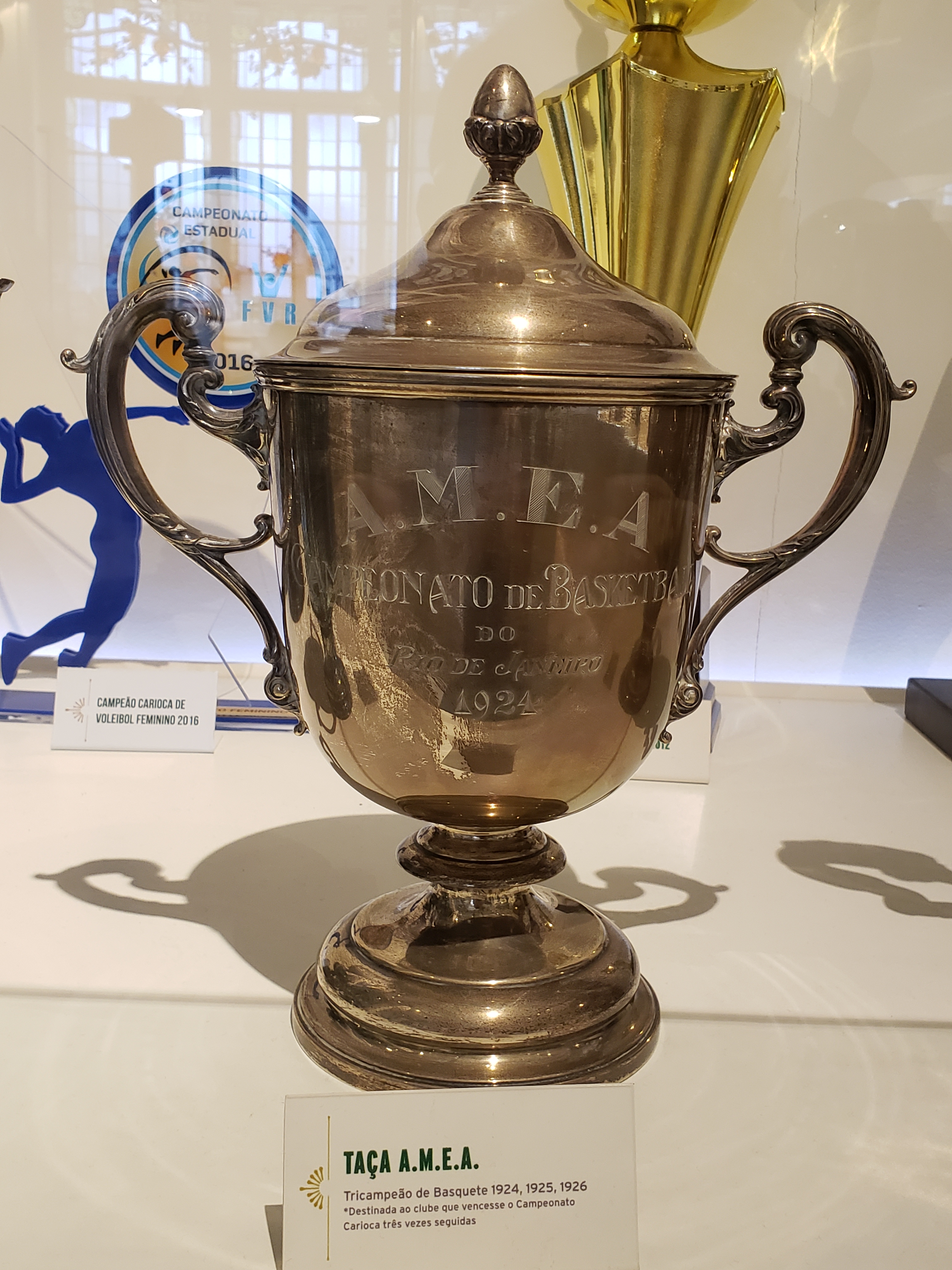
Taça AMEA de basquete, destinada ao clube que se sagrasse campeão carioca por 3 vezes consecutivas a partir de 1924.

Ao encerrar a sua carreira como futebolista, Welfare integrou o elenco do Fluminense, campeão carioca de basquete de 1924.

## Carreira como treinador
Welfare, profundamente ligado ao Fluminense, deixou o clube das Laranjeiras e aceitou o cargo remunerado de treinador do Vasco da Gama em um momento significativo para o clube, que estava erguendo o Estádio São Januário, até então o maior estádio do continente naquela época. Em 18 de novembro de 1926, o jornal O Imparcial noticiou: "A directoria do glorioso Club de Regatas Vasco da Gama acaba de tomar uma medida acertada contractando para instructor technico de seus associados o competente e laureado Harry Welfare… um perfeito conhecedor do métier".
Ele permaneceu no cargo de treinador por mais de uma década (1927 a 1937, e entre idas e vindas de 1940 a 1943). Ele foi o segundo treinador vascaíno e o treinador do Vasco da Gama com mais tempo no comando do clube , conquistando títulos Cariocas em 1929, 1934 e 1936.
Harry Welfare foi reconhecido por sua habilidade tática e dirigiu jogadores notáveis como Jaguaré, Domingos da Guia, Fausto dos Santos, Russinho e Leônidas da Silva. Ele também criou o departamento médico do Vasco e foi assessor tático do uruguaio Ondino Viera, que montou o Expresso da Vitória nos anos 40.
Mesmo após deixar o cargo de treinador, Harry continuou a ser uma figura influente nos bastidores do futebol vascaíno até a chegada de Ondino Viera, atuando como assessor tático deste por pelo menos um ano.

## Títulos

### Como futebolista
Fluminense
- Campeonato Carioca: 1917, 1918, 1919 e 1924
- Torneio Início do Campeonato Carioca: 1916 e 1924
- Taça Federação de Remo: 1916 (Fla-Flu)
- Taça CBD: 1916 (Fla-Flu)
- Taça Botafogo: 1917 (Botafogo versus Fluminense)
- Taça Boqueirão do Passeio: 1917 (Fluminense versus America)
- Taça Imparcial: 1918 (Clube Atlético Paulistano versus Fluminense)
- Taça Sudan: 1918 (Santos versus Fluminense)
- Taça Carioca: 1918 (Santos versus Fluminense)
- Taça Moscatel de Setúbal: 1918 (Fluminense versus America)
- Taça Brazilo Liga Esperantista: 1918 (Fla-Flu)
- Taça Colombo: 1919 (Fla-Flu)
- Taça "O Sportivo Rio Branco": 1921 (Americano de Campos versus Fluminense)
- Taça oferecida pelo Americano de Campos: 1921 (nome não disponível, 11 de setembro)
- Taça Associação Athletica Bahiana versus Fluminense: 1923
- Taça Ramiro Pedrosa: 1923 (Sport Club Juiz de Fora versus Fluminense)
- Taça Club Euterpe: 1923 (Club Bahiano de Tennis versus Fluminense)

Flamengo
- Taça Jornal Folha do Norte: 1915
- Taça Tricentenário de Belém: 1916

### Como treinador
Vasco da Gama
- Campeonato Carioca: 1929, 1934 (LCF) e 1936 (FMD)
- Torneio Início do Rio de Janeiro: 1929, 1930, 1931 e 1932.
- Taça Alberto Baccarat (SP): 1928[9]
- Copa Myrurgia (Espanha): 1931[10]
- Taça Monroe: 1930 e 1931[11] [12]

## Artilharias
Fluminense
- Campeonato Carioca: 1914 (15 gols) e 1915 (20 gols)

## Bibiografia
- Livro Um jogo inteiramente diferente, de Aidan Hamilton, Editora Gryphus (2001), ISBN 85-7510-002-5.